# フランソワーズ・ド・ブレゼ
フランソワーズ・ド・ブレゼ（Françoise de Brézé, 1518年ごろ - 1577年10月14日）は、フランス貴族でモールヴリエ女伯。1547年から1560年まで王妃カトリーヌ・ド・メディシスの女官長（Première dame d'honneur）を務め、1553年から1559年までスダン公国の摂政を務めた。

## 生涯

### 生い立ち
フランソワーズ・ド・ブレゼは、ディアーヌ・ド・ポワチエとモールヴリエ伯であり、フランス王シャルル7世と愛妾アニェス・ソレルとの孫であるルイ・ド・ブレゼの長女として1518年ごろに生まれた 。両親ともフランソワ1世の廷臣として仕えた。
1538年、22、23歳のフランソワーズはスダン公・ブイヨン公ロベール4世・ド・ラ・マルクと結婚した。

### 宮廷において
アンリ2世の愛妾としての母親の高い地位により、フランソワーズは王妃カトリーヌ・ド・メディシスの女官長（Première dame d'honneur）に任命された。女官長が夫の愛妾の娘であるにもかかわらず、カトリーヌ王妃はフランソワーズを個人的に嫌っていたようではなかった。女官長として、フランソワーズは女官たちを監督し、家計を管理し、必要な買い物を命じ、年次会計と職員リストを整理し、王妃との謁見を求める人々を紹介した。
しかし、1553年以降、実際にはフランソワーズはスダン摂政としての職務に出席するために宮廷を欠席し、公爵夫人マドレーヌ・ブオナイウティが宮廷儀礼に従い女官長として仕えた。アンリ2世の死によりフランソワーズは女官長の職を失ったが、1560年にカトリーヌが摂政に就任すると、フランソワーズは王太后の侍女としての地位を与えられ、1570年までその職にあった。

### 摂政
夫がメッツ包囲戦（1553年 - 1556年）で投獄されている間、そして息子アンリ・ロベールが幼年であった間（1556年 - 1559年）、フランソワーズはスダン公国の統治者となった。フランソワーズはスダンの財政を健全に保ち、スダン・ホスピスや今日も存在する市内初の舗装道路ヌーヴ・ド・ロロージュなど、必要とされていたいくつかの公共事業を推進したと伝えられている。1577年、フランソワーズは亡くなり、サン・ティヴェ・ド・ブレーヌにあるドルー伯家墓地にある義母の墓の近くに埋葬された。

## 子女
夫ロベール4世・ド・ラ・マルクとの間に以下の子女をもうけた。
- アンリ・ロベール（1539年 - 1574年） - ブイヨン公、スダン公
- シャルル・ロベール（1541年 - 1622年） - モールヴリエ伯
- クリスティアン - 早世
- アントワネット（1542年 - 1591年） - アンリ1世・ド・モンモランシーと結婚、現モナコ公室の祖の一人[4]。
- ギュメット（1543年 - 1544年）
- ディアーヌ（1544年生） - ヌヴェール公ジャック・ド・クレーヴと結婚、アンリ・ド・クレルモンと結婚、サゴンヌ伯ジャン・バボーと結婚
- ギュメット（1545年 - 1592年） - リニー伯ジャン3世と結婚
- フランソワーズ（1547年生） - 修道女
- カトリーヌ（1548年生） - シャンヴァロン領主ジャック・ド・アルレーと結婚